# Ghiacciaio Coleman
Il ghiacciaio Coleman (in inglese Coleman Glacier) è un ripido ghiacciaio ricco di crepacci situato sulla costa di Hobbs, nella parte occidentale della Terra di Marie Byrd, in Antartide. Il ghiacciaio, il cui punto più alto si trova 1 934 m s.l.m., fluisce verso ovest a partire dalla sommità del monte Andrus, nella regione meridionale della dorsale di Ames.

## Storia
Il ghiacciaio Coleman è stato mappato dallo United States Geological Survey grazie a ricognizioni terrestri dello stesso USGS e a fotografie aeree scattate dalla marina militare statunitense nel periodo 1959-66; esso è stato poi così battezzato dal Comitato consultivo dei nomi antartici in onore del sergente maggiore Clarence N. Coleman, dell'esercito degli Stati Uniti d'America, membro della divisione congiunta dell'esercito e della marina militare statunitense che costruì la stazione Byrd nel 1956.